# Lago Changjin
El lago Changjin (en hangul: 장진호) está formado por la represa del río Changjin, en el condado de Changjin en Corea del Norte, provincia de Hamgyŏng del Sur. En algunos sectores de Occidente, principalmente Estados Unidos, el lugar es a veces erróneamente mencionado como "Chosín", debido a que durante la guerra de Corea las tropas estadounidenses, al ocupar esa zona, utilizaron erróneamente mapas japoneses, mal confeccionados, mal traducidos y mal pronunciados. El lugar es conocido especialmente por ser el sitio de la batalla del lago Changjin o batalla del lago Chosín, una batalla crucial en la guerra de Corea (1950-1953).

## Geografía
El lago Changjin es un lago artificial formado a partir de la construcción de una represa en el río Changjin. El agua se desvía hacia el arroyo Heuknim, un afluente del río Seongcheon, para hacer funcionar la central eléctrica del río Changjin. El lago es la fuente del río Taedong, que fluye hacia el sur hasta Pyongyang.
En el curso inferior del río Changjin hay otra central eléctrica con un lago artificial, el lago Langrim, también llamado el segundo lago Changjin.

## Historia
La batalla del lago Changjin fue una de las principales contiendas de la guerra de Corea. En 1950, Estados Unidos, con apoyo de las Naciones Unidas, tomó la decisión de ingresar a la guerra civil coreana, con el objetivo de evitar la victoria del bando comunista. Las tropas norteamericanas tomaron rápidamente control de la situación en el sur repeliendo a las tropas comunistas y a fines de 1950, traspasaron el paralelo 38 para invadir Corea del Norte y ocupar casi todo su territorio, dando por segura la victoria en la guerra y la unificación de Corea bajo su hegemonía. Pero al ocupar Corea del Norte, las tropas norteamericanas llegarían también al borde de la frontera con China, establecida en el río Yalu. El año anterior el Partido Comunista chino había triunfado en la guerra civil y fundado la República Popular. China estaba devastada luego de veintidós años seguidos de guerra, pero había advertido a la ONU que ingresaría a la guerra si Corea del Norte era invadida. La percepción general era que China no tenía ninguna posibilidad de enfrentar al poderoso Ejército de Estados Unidos y que se trataba de un bluff. En septiembre de 1950, entusiasmado por la rápida recuperación del sur, el mando estadounidense autorizó al general Douglas MacArthur, comandante de las fuerzas de la ONU, a invadir Corea del Norte y derrotar a los comunistas hacia Navidad, antes de que se instalara el crudo invierno coreano. China entonces decidió también ingresar a Corea para enfrentar al Ejército de Estados Unidos, evitar que ocupara Corea del Norte y que estuviera en posición de amenazar la revolución.
Ante la eventualidad de que Estados Unidos ocupara Corea del Norte, China ya había estudiado las condiciones bélicas, establecido un plan y formado un Ejército de Voluntarios integrado principalmente por veteranos de la guerra civil y de la Segunda Guerra Mundial contra Japón: el Ejército Popular de Voluntarios (PVA), bajo el mando del general Peng Dehuai.
Para ocupar el norte, McArthur dividió las fuerzas de las Naciones Unidas en dos ramas, enviando al VIII Ejército hacia el condado Chosan en la frontera occidental con China y al X Ejército hacia el cuadrante nororiental.
El 27 de noviembre de 1950, la fuerza china sorprendió al X Ejército de los EE. UU., comandado por el mayor general Edward Almond, en el área del lago Changjin.
Pronto siguió una cruenta batalla de 17 días en un clima gélido. Entre el 27 de noviembre y el 13 de diciembre, 30 000 tropas estadounidenses con armamento pesado y apoyo aéreo, bajo el mando de campo del mayor general Oliver P. Smith, fueron rodeadas y atacadas por alrededor de 120 000 tropas chinas bajo el mando de Song Shilun, con armamento liviano. El X Ejército fue rechazado, logrando escapar hacia el puerto de Hŭngnam lugar en el que los sobrevivientes volvieron al sur. Poco después, en el sector occidental, el VIII Ejército estadounidense fue rechazado en la batalla del río Ch'ongch'on, definiendo la retirada completa de las tropas de la ONU de Corea del Norte, conocido este evento como la	evacuación de Hungnam.

## En el cine
En la película The Battle at Lake Changjin se recrean los sucesos de la batalla que toma el nombre del lago. No sin antes advertir el tono propagandístico por parte del gobierno de la República Popular China.